# 伊久姆市镇
伊久姆市级市镇（烏克蘭語：Ізюмська міська громада），是乌克兰哈爾科夫州伊久姆區的一个市镇，行政中心为伊久姆。

## 居民点
该市镇包括一个城市（伊久姆）和15个村庄。村庄列表如下：
- 布里哈季里夫卡
- 巴本科韋
- 赫林斯克
- 扎巴夫内
- 伊萬尼夫卡
- 伊斯克拉
- 卡姆揚卡
- 克拉馬里夫卡
- 萊夫基夫卡
- 皮莫尼夫卡
- 鲁德内韦
- 锡尼切诺
- 蘇哈卡姆揚卡
- 蒂霍茨凯（烏克蘭語：Тихоцьке）
- 費多里夫卡